# Soos (Sparta)
Soos (altgriechisch Σόος Sóos) oder Sous (altgriechisch Σοῦς Sous) war ein mythischer König des antiken Sparta, der nach den antiken Historikern  in der Mitte des 11. Jahrhunderts v. Chr. lebte. Es wird vermutet, dass Soos erst später der spartanischen Königsliste zugefügt wurde.

## Überlieferung
Soos war der Sohn und Nachfolger des Prokles und der Vater seines Nachfolgers Eurypon. Er war der zweite König der Prokliden, die später nach seinem Sohn Eurypontiden genannt wurden. Er galt als der angesehenste, spartanische König, da zu seiner Regierungszeit die Heloten unterworfen wurden. Er rang den Arkadern Ländereien ab und vergrößerte so den Herrschaftsbereich der Lakedaimoniern.
Bei einem weiteren Feldzug nach Arkadien wurde er mit seinem Heer auf einem wasserlosen Hügel von Kleitoriern belagert. Sie drohten zu verdursten und so versprach Soos den Gegnern, wenn er und alle seine Soldaten von dem nahegelegenen Brunnen trinken würden, würde er ihnen sein Land zurückgeben. Die Kleitorier nahmen das Angebot an und beide Seiten beschworen sich an diese Abmachung zu halten. Soos versprach dem Soldaten, der nicht von der Quelle trinken würde sein Königreich. Doch alle waren so durstig, dass sie nicht darauf eingingen. Als Soos an der Reihe war zu trinken, bespritzte er sich nur mit Wasser ohne davon zu trinken. Danach verzichtete er darauf, das eroberte Land zurückzugeben, denn er hatte nicht von dem Brunnen getrunken und somit waren es nicht alle.
Er wurde im 5. Jahrhundert v. Chr. bei Herodot, der Eurypon direkt auf Prokles folgen lässt, noch nicht erwähnt. Aus diesem Grund wurde vermutet, dass Soos eine spätere Erfindung sei. Es ist jedoch zu beachten, dass Herodot die Ahnenreihe des Leonidas I. bis hinauf zu Herakles aufzählte und angab, dass alle bis auf die letzten sieben, Könige von Sparta waren. Der siebte in dieser Reihe ist jedoch Eurypon, der Begründer der Königsfamilie der Eurypontiden und von seinen Zeitgenossen verehrte König. Entweder fehlt in der Ahnenreihe mindestens ein Ahne zwischen Eurypon und Herakles oder sechs oder weniger waren keine Könige, denn Eurypon führte sicher schon den Titel König.
Ein weiteres Argument für die spätere Einfügung des Soos ist, dass Strabon Eurypon als Sohn des Prokles bezeichnet. In seinem zehnten Buch erwähnt Strabon jedoch, dass Lykurg übereinstimmend von allen Historikern, also auch von Ephoros von Kyme, der im 4. Jahrhundert v. Chr. wirkte und sicher zu Strabons Quellen zählte, sechs Generationen nach Prokles lebte. Diese Aussage trifft nur zu, wenn man Soos mitzählt. Da Platon einen angesehenen Spartaner mit Namen Sous kennt, ihn aber nicht explizit als Herrscher bezeichnet, wurde argumentiert, dass es möglicherweise Soos gab, dieser aber nie regiert hätte.
Bei Eusebius von Caesarea, der Diodor als seine Quelle angibt, ist er gar nicht erwähnt und er lässt auf Prokles Prytanis folgen. Man vermutet jedoch, dass hier eine Lücke im Text ist und man sowohl Soos und Eurypon ergänzen muss. Als Regierungszeit nimmt man 34 Jahre an.